# Pelecanus thagus
Pelecanus thagus е вид птица от семейство Пеликанови (Pelecanidae). Видът е почти застрашен от изчезване.

## Разпространение
Видът е разпространен в Перу и Чили.